# Шаликово (платформа)
Ша́ликово — остановочный пункт Смоленского (Белорусского) направления Московской железной дороги в Можайском городском округе Московской области.
Для электропоездов используются две высокие боковые платформы, соединённые между собой пешеходным настилом. Платформы разнесены. Кассовый павильон располагается вблизи второй платформы (на Москву).
Среднее время движения от Белорусского вокзала — 1 час 45 минут. Относится к одиннадцатой тарифной зоне, не оборудована турникетами. До 1990-х годов являлась станцией, к настоящему времени путевое развитие разобрано; в 1990-х годах закрыто (и спустя несколько лет снесено) вокзальное здание, построенное в начале XX века в стиле модерн.
Близ платформы — деревни Шаликово и Моденово, несколько садовых товариществ, («Полёт», «Титан», «Кристалл», «Кооператор», «Луч» и др.), конно-спортивная станция. Имеется автобусное сообщение с Можайском.
Во время Великой Отечественной войны в деревне Шаликово находился немецкий лагерь, вблизи деревни находится немецкое кладбище.
Около платформы Шаликово поисковиками было найдено тело советского солдата.

## Примечание
1. ↑  Железнодорожные станции СССР. Справочник. — М.: Транспорт, 1981
2. ↑  Архитектурная вязь железных дорог. Дата обращения: 15 сентября 2007. Архивировано 8 октября 2008 года.